# Protetika gornjih ekstremiteta
Proteze za gornje ekstremitete podjeljene su prema razni amputacije gornjeg ekstremiteta i prema naćinu aktiviranja završne komponente (protetičke šake ili kuke). Prema razini amputacija, proteze za gornje ekstremitete djele se na: Interskapularnotorakalna amputacija, Egzartikulacija u ramenu, Amputacija na nivou vrata humerusa, Amputacija kroz humerus, Egzartikulacija u laktu, Amputacija kroz podlakticu, Amputacija u ručnom zglobu, Amputacija u ručnom zglobu. Prema načinu aktiviranja završne komponente (protetičke šake ili kuke), proteze za gornje ekstremitete djele se na: Estetska proteza, Funkcionalna mehanička proteza, i Proteza koju aktivira vanjski pogon (elektronska ili mioeletronska).

## Moduli
Cilj razvoja protetičkih komponenti za gornji ekstremitet je reprodukcija šest osnovnih motoričkih funkcija gornjeg ekstremiteta: otvaranje i zatvaranje šake, pronacija i supinacija podlaktice, i fleksija i ekstenzija lakta. Kako bi se što bolje navedene motoričke funkcije postigle, dizajnirani su različiti moduli (vrste ležišta, hamovi, komponente).

### Ležište
Vrsta ležišta ovisi o razini amputacije, te tako imamo konvencijalno ležište, Münster ležište, i NorthWestern ležište za transradijalni bataljak. Münster ležište se koristi za vrlo kratke i kratke bataljke, NorthWestern ležište se koristi za bataljke srednje dužine, dok se konvencionalne ležište koristi za duge bataljke. Kod transhumeralne amputacije, koristi se konvencionalno ležište (koje prekriva rame), i Utah ležište (koje dozvoljava veći opseg pokreta u ramenom zglobu). Uz prije navedena ležišta, postoje još i ležište za Interskapulotorakalnu amputaciju, Egzartikulaciju u ramenu, i egzarikulaciju u laktu. Najvažnije značajke svih ležišta su: izbjegavanje nepotrebnog pritiska na koštane izbočine, te izbjegavanje rotacije bataljka unutar ležišta.

### Hamovi
Hamovi su odgovorni za suspenziju i kontrolu završne komponente kod funkcionalnih mehaničkih proteza gornjih ekstremiteta. Vrsta i oblik hamaova ovisit će o razini amputacije gornjeg ekstremiteta, te tako imamo hamove za transradijalnu amputaciju (oblik broja 8, oblik broja 9 za samosuspendirajuća ležišta), hamovi za transhumeralnu amputaciju (oblik broja 8 s dvostrukom kontrolom), hamovi za egzastikulaciju ramena (hamovi s trostrukom kontrolom). 
Hamovi se sastoje od dijela za suspenziju proteze na bataljku, i od dijela odgovornog za kontrolu završne komponenete (protetička šaka ili kuka) pomoći kontrolne sajle. 
Kod funkcionalnih mehaničkih proteza kontrola završne komponente (protetička šaka ili kuka) vrši se pomoću pokreta ramenog pojasa, koji se putem kontrolne sajle prenose do završne komponente kako bi se aktivirala.

### Komponente
Protetičke komponente za proteze gornjih ekstremiteta odgovorne su za orijentaciju završne komponenete (protetička šaka ili kuka) u prostoru oko korisnika proteze. Glavna zadaća završne komponente je da pokuša reproducirati fiziološki hvat šake. Vrsta protetičke komponente ovisit će od razini amputacije, pa tako imamo: protetički zglob ramena i dio za interskapulotorakalnu amputaciju (za intraskapulotorakalnu amputaciju, i egzartikulaciju ramena), protetički zglob lakta (za transhumeralnu amputaciju, i sve razine amputacija proksimalno od zgloba lakta), protetički ručni zglob (za transradijalnu amputaciju, i sve razine amputacija proksimalno od rulnog zgloba), i završna komponenta (protetička šaka ili kuka).

## Materijali
Proteza gornjih ekstremiteta mora ispnjavati određene uvjete, kao što su: mala težina, mobilnost, udobnost prilikom korištenja, i estetika. Funkcionalnost proteze, i stupanj zadovoljstva korisnika proteze ovisit će o materijalima koji se koriste u izradi proteze.
Ležište se izrađuje od plastičnih materijala, kao što su: polietilen, polipropilen, i akrilne laminacijske smole. Drugi dijelovi proteze, koji spajaju ležište s komponentama, izrađuju se od rigidnih poliuretanskih pjena. Komponente se izrađuju od laganih materijala koji pružaju dugotrajnu trajnost (aluminij, nehrđajući čelik, plastika, guma). Hamovi se izrađuju od materijala koji pružaju udobnost nošenja korisniku, i dobru funkcionalnost proteze (pamuk, koža, plastika).